# Estació de Montijo-El Molino
Montijo-El Molino és un baixador situat en el municipi espanyol de Montijo a la província de Badajoz, Extremadura. Disposa de serveis de Mitjana distància operats per Renfe.

## Situació ferroviària
L'estació es troba en el punt quilomètric 478,4 de la línia de ferrocarril d'ample Ciudad Real-Badajoz, d'ample ibèric, a 203,30 msnm.
També hi circula, sense parada i de manera paral·lela, la línia d'alta velocitat Plasència-Badajoz.

## Història
Tot i que la línia Badajoz-Mèrida fou inaugurada el 20 d'octubre de 1864, no es va construir el baixador fins molt més tard, puix que el municipi de Montijo ja comptava amb una estació de tren a l'est d'aquesta.

## Serveis ferroviaris

### Mitjana distància
Els trens de Mitjana Distància, operats per Renfe, tenen com a principals destinacions les ciutats de Villanueva de la Serena, Badajoz, Puertollano i Alcázar de Sant Joan.
| Línia MD | Trens           | Origen/Destinació                   |  | Destinació/Origen |
| -------- | --------------- | ----------------------------------- |  | ----------------- |
|          | Regional Exprés | Alcázar de Sant Joan                |  | Badajoz           |
|          | MD              | Cabeza de Bey                       |  | Badajoz           |
|          | Regional Exprés | Villanueva de la Serena Puertollano |  | Badajoz           |